# Teatre Principal (Reus)
El Teatre Principal de Reus, conegut popularment com a Teatre de les Comèdies, va ser una sala d'espectacles, avui desapareguda, de Reus, (Baix Camp), situada entre el Raval de Santa Anna i el carrer de Vallroquetes, tocant a la Plaça de Catalunya, que se'n deia des de mitjans del segle xviii, plaça de les Comèdies.

## Història
Les representacions teatrals a Reus, quan només era una petita vila, es feien a l'aire lliure, a l'atri de l'església o a sota els porxos de la plaça del Mercadal. Però es va veure la conveniència de construir-ne un, i el 1671 Bernat de Barberà va cedir un edifici i un corral que posseïa al raval de Monterols per tal de construir-hi "una casa per a representar comèdies", que a més ajudés a finançar l'Hospital. El Consell de la vila va prendre possessió dels terrenys però van passar els anys sense fer res. La Guerra de Successió va destorbar la possibilitat d'engegar les obres. Però el 1754 la Junta d'Administració de l'Hospital, davant la penúria econòmica va demanar a l'alcalde, que llavors era Francesc Sullivan, la construcció del Teatre, seguint les voluntats del donador del terreny anys enrere. L'ajuntament va cedir uns terrenys de menys valor que els que havia rebut de Bernat de Barberà a la plaça del Trinquet o Joc de Pilota, i cap al 1759 es van iniciar les obres. El Teatre es va acabar dos anys més tard, però era molt poca cosa, estret i de condicions dolentes, no permetia fer-hi segons quines comèdies i tenia moltes mancances. El 1763 va ser millorat i l'Ajuntament, quan era alcalde Francesc de Miró, s'hi construí una llotja per no barrejar-se amb el públic.
El Teatre de les Comèdies va ser construït amb l'esforç de molts ciutadans i les recaptacions anaven destinades a finançar l'hospital. El 1770 van aconseguir, a través d'un decret reial, el monopoli absolut a la ciutat de tota mena de representacions teatrals i el dret a celebrar-hi balls públics, que sempre van ser molt concorreguts. A començaments de l'any 1775 es va presentar un plànol definitiu, fet per l'arquitecte barceloní Miquel Picanyol, per a la remodelació del teatre que despertà molt d'entusiasme. Es va obrir una subscripció per a recaptar diners, a canvi d'obtenir una llotja al nou edifici fins que se'ls poguessin retornar les aportacions. La burgesia local hi va participar des del primer moment, i els artesans reusencs hi col·laboraren de vegades de forma desinteressada. L'historiador de la cultura reusenca Joaquim Santasusagna explica que la pedra s'obtingué de franc i el transport de materials el feien els carros i els mossos de les cases de comerç. Les bigues es van treure d'un dipòsit municipal on s'hi amuntegaven els pals que havien servit de forques per penjar-hi els "carrasclets" que després de la guerra de Successió encara operaven pel Camp.
Durant molt de temps, aquesta sala d'espectacles va ser l'única de la vila i no calia posar-li nom. Per això era coneguda com el "Teatro" o el "Teatro de les Comèdies", denominació que també es va aplicar a la plaça del davant. Però el 1861 se'n construí un altre als jardins del Tívoli, on s'hi efectuaven representacions de diletants. L'any 1862 se'n edificà un altre als Jardins de l'Euterpe "para que puedan ejecutarse las piezas catalanas que tanta aceptación han merecido", segons expressa l'anunci de presentació del nou local. El 1873 es va inaugurar el "Teatre Novetats", amb un ampli escenari, sala que va canviar sovint de nom: se'n va dir Cafè de Reus, Teatre de l'Alhambra, i després, quan va perdre categoria, Sala Nova. Aquests teatres eren de poca capacitat i no gaire cèntrics. Però quan es va inaugurar el Teatre Novetats a l'antic "Teatro" calgué posar-li un nom i se li digué Principal, títol que va conservar fins a la seva desaparició. Quan es va inaugurar el Teatre Fortuny, el Teatre Principal era conegut pels reusencs com a "Teatre Vell".

## Descripció

### L'edifici
La façana era d'una gran senzillesa, amb dues portes d'accés de grans dimensions, de pedra tallada. Es conserva al Museu de Reus la clau de volta d'una d'aquestes portes. La remodelació de 1775 va convertir el teatre en un dels més importants de Catalunya al segle xviii. Hi havia llotges tancades, les més ben situades reservades a l'Ajuntament; les localitats més econòmiques, que ja se'n deien "galliner" com encara ara, eren al lloc on actualment s'hi posa el pati de butaques, dividit en dues parts que separaven per sexes. A l'entrada hi havia un vestíbul ample. L'escenari tenia els accessoris necessaris: bambolines, vestidors, magatzem...

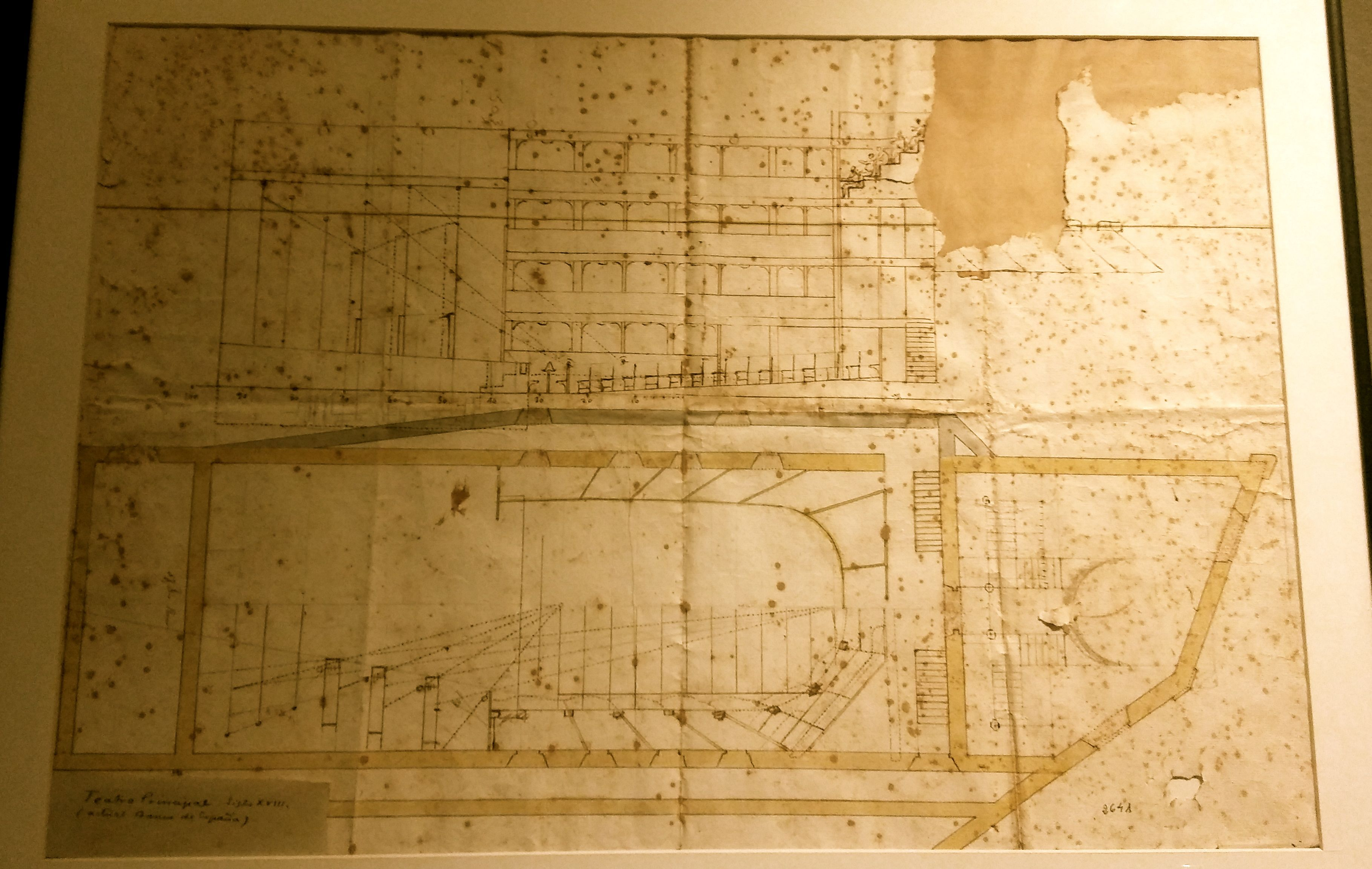
Plànol del Teatre de les Comèdies, probablement de la reforma feta el 1775

L'edifici constava de planta baixa i dos pisos. A l'interior, l'estructura s'enfonsava dos metres i mig, i li donava una planta més de capacitat. En aquell espai guanyat, un soterrani, s'hi situava el "galliner". on s'hi baixava per unes escales des de la planta baixa, cosa que feia que quedés independent però controlable. Als pisos superiors s'hi pujava per unes escales directament des del vestíbul, on hi havia llotges, algunes tant petites que només hi cabien dues persones. L'escenari era un quadrat de 10 metres, tenia tota l'amplada del teatre.
La construcció s'inicià a l'agost de 1775 i la primera pedra la va posar el Síndic Personer Francesc de Bofarull i Miquel. Al desembre s'hi va fer la primera representació, sense estar acabades les obres, que no van finalitzar fins al 1777. L'interior del teatre estava decorat amb pintures, i també el sostre del vestíbul i les llunetes que hi havia vora les llotges, pintures de les que no se'n sap més que van ser pintades per Pere Pau Montaña, que després va decorar el Palau Bofarull. Es conserven factures d'escultures que hi havia al teatre, però no se'n té cap descripció.
L'edifici va sofrir transformacions, algunes per adaptar-se a les disposicions sobre seguretat en espais públics, altres per resoldre problemes de degradació de l'edifici. El 1830 s'hi va fer la reforma més important, per tal d'incorporar la llum de gas a l'edifici i reestructurar l'escenari i les llotges. La reforma va anar a càrrec de l'escenògraf Francesco Lucini, germà de Giuseppe Lucini, que també va decorar de nou tot el teatre. Es va donar al local una forma el·líptica i al galliner no va subsistir la divisió per sexes que hi havia establerta des de l'inici, i que havia anat caient en desús. Posteriorment s'hi van fer encara més modificacions. El 1855 va estar a punt de ser enderrocat de resultes de la llei de Desamortització, com els altres béns de beneficència, però la junta administradora de l'Hospital va aconseguir fer-se reconèixer la propietat. Llavors la junta va il·luminar el teatre amb gas, que proporcionava la companyia Gas Reusense, acabada de fundar, però els espectadors es queixaven de que hi havia poca llum.

### Activitats i representacions
La importància de Reus a finals del segle xviii va fer que el teatre fos un centre freqüentat per les companyies estrangeres de gira per Catalunya. Per la Guerra del francès, l'any 1811, l'oficialitat francesa del regiment núm. 121 va fer algunes funcions i van assistir-hi les més distingides famílies de la vila. Durant el segle xix, complementà l'activitat teatral de les companyies locals i catalanes, amb companyes madrilenyes. El teatre serví també per acollir manifestacions ciutadanes: per exemple el 1820 acollia dos cops per setmana, els diumenges i els dijous, les reunions de la Societat o Tertúlia Patriòtica de marcat caràcter liberal i exaltat. Els socis ocupaven la platea, el públic se situava a les llotges i la presidència a l'escenari. Els oradors acostumaven a ser professionals liberals i el públic menestrals, comerciants, funcionaris i membres de la Milícia Nacional. A una de les sessions d'aquesta Tertúlia Patriòtica hi va assistir el general Rafael del Riego quan va visitar la ciutat. El 1822 l'ajuntament va autoritzar que diversos grups d'aficionats representessin obres teatrals dos dies per setmana, també els dijous i els diumenges aprofitant que el teatre acollia la gent de la Tertúlia Patriòtica, per tal de recollir diners per la Milícia (3 quartes parts de la recaptació) i per l'hospital (la resta). Va acollir també actes ciutadans d'algun relleu, com el 1838 un acte d'homenatge als patriotes liberals supervivents de les carlinades de Morell i Vilallonga i la celebració del Primer Certamen Socialista el 1883, organitzat pel Centre d'Amics, una societat obrera instructiva i de resistència. Entre els primers espectacles de circ eqüestre documentats a Catalunya trobem els del cavallista francès Jean Gadis Colman a Reus, al Teatre Principal o de les Comèdies, el 1789. També el dels volantiners italians Francesco Frescara i Giacomo Chiarini, primer a Reus, el 1799, i després a Barcelona, el 1800. Catalunya vivia la revolució industrial i els espectacles en voga eren el sainet popular, la comèdia burgesa i les funcions d'ombres i titelles. L'arribada d'un espectacle que exaltava la força i la bellesa humanes, juntament amb les innovacions del maquinisme, va provocar una gran acceptació popular. El 1833 el Teatre va acollir l'actuació de dos germans forçuts que van realitzar un espectacle d'habilitat i força "que no se habian visto nunca" segons recull el dietari d'Antoni Pons Anguera.
L'edifici del teatre s'anà deteriorant, i, tot i la renovació del pati de butaques el 1876, va arribar aviat a l'estat ruïnós. Això motivà la construcció d'un nou i elegant casal alternatiu, el Teatre Fortuny, per part dels elements més rics de la societat reusenca, i també perquè el Teatre de les Comèdies havia passat a ser d'ús quasi exclusiu dels menestrals. L'any 1890 l'ajuntament acordà el seu enderroc i el 1892 tancà les portes. Un cop enderrocat s'hi va bastir l'edifici de l'Antic Banc d'Espanya, que actualment acull un dels museus de la ciutat.
Del teatre només se'n coneix una imatge, la de Tomàs Bergadà, que es reprodueix, feta poc abans d'enderrocar-se. El 1787 Saldoni Vilà, arxiver local, escrivia: "El Teatro de Comedias es perfecto y hermoso", però no n'ha quedat cap descripció detallada ni de l'exterior ni de l'interior.
Es van publicar dues revistes d'entreactes dedicades al públic d'aquest teatre: El Juglar, que sortí l'1 de gener de 1843 per iniciativa d'Andreu de Bofarull, dirigida per Pere Gras i Bellvé, on hi col·laborava Marià Fonts. Només en van aparèixer tres números. La segona va ser El Entreacto, dirigida per l'alcalde-corregidor Gregorio de Mijares, de la que en van sortir dos números el 1861. El Juglar va ser la primera revista del seu gènere que aparegué a Catalunya.